# Miguel Romero Estéfani
Miguel Romero Estéfani, ingeniero militar español nacido en Cádiz en 1729 y fallecido en Barcelona en 1794. Estuvo destinado en América, donde realizó fortificaciones. Fue director del Cuerpo y de las fortificaciones de Cataluña, concluyendo el Castillo de Montjuich, el cuartel de Cañones y otros edificios militares. Nombrado ministro de Hacienda, trazó y dirigió las obras de la Aduana.